# Hina Hayata
Hina Hayata (早田 ひな／はやた ひな Hayata Hina; * 7 de julio de 2000 en Kitakyūshū, Perfectura de Fukuoka) es una jugadora de tenis de mesa japonesa. Es especialmente exitosa en dobles. Por ejemplo, ganó el bronce con Mima Itō en el Campeonato Asiático de 2017. Ha participado dos veces en Campeonatos Mundiales hasta ahora, y en 2017 volvió a conseguir el tercer puesto con Mima Itō. En 2018 terminó segunda con el equipo japonés, después de una derrota final de 1:3 contra China.
Hayata es zurdo y utiliza el agarre con la mano temblorosa europea.

## Palmarés internacional
| Campeonato Mundial | Campeonato Mundial | Campeonato Mundial | Campeonato Mundial |
| Año                | Lugar              | Medalla            | Prueba             |
| ------------------ | ------------------ | ------------------ | ------------------ |
| 2017               | Düsseldorf         | Medalla de bronce  | Dobles femenino    |
| 2018               | Halmstad           | Medalla de plata   | Equipo             |
| 2019               | Budapest           | Medalla de plata   | Dobles femenino    |
| 2021               | Houston            | Medalla de plata   | Dobles mixto       |
| 2021               | Houston            | Medalla de plata   | Dobles femenino    |
| 2022               | Chengdu            | Medalla de plata   | Equipo             |

## Títulos
Individual:
- Octavos de final 2017 del Campeonato Asiático de Atletismo
- Abierto de España 2017 Oro
- Abierto de Australia 2016 Oro
- Octaves de final Grandes Finales del World Tour 2016 y 2017

Dobles femeninos:
- Campeonato Asiático 2017 bronce con Mima Itō
- Campeonato del Mundo 2017 bronce con Mima Itō[3]
- Grandes Finales del World Tour 2016 oro, 2017 plata

Dobles mixtos:
- Campeonato Mundial Juvenil 2016 plata con Kenta Matsudaira

Equipo:
- Campeonato Asiático 2017 plata
- Campeonato del Mundo 2018 plata
- Campeonato Mundial Juvenil 2016 oro

## Material de tenis de mesa
Madera: Stiga Sense 7.6
Derechazo: DHS Hurricane 3 Neo
Revés: Tenergy 05